# جزيرة القيامة
جزيرة الفصح أو جزيرة القيامة (بالرابانوية: Rapa Nui؛ بالإسبانية: Isla de Pascua)، هي جزيرة وإقليم خاص لدولة تشيلي تقع في جنوب شرق المحيط الهادئ، في أقصى جنوب شرق المثلث البولينيزي في أوقيانوسيا. وتشتهر الجزيرة بما يقرب من 1000 تمثال ضخم تسمى مواي، التي أنشأها شعب رابا نوي الأوائل. في عام 1995، صنفت اليونسكو جزيرة القيامة كموقع تراث عالمي، مع جزء كبير من الجزيرة المحمية داخل حديقة رابا نوي الوطنية.
اختلف الخبراء حول موعد وصول البولينيزيين إلى الجزيرة لأول مرة. بينما الكثير من مجتمع البحث قد استشهدوا بأدلة على وصولهم حوالي عام 800، وتشير البيانات المقنعة المقدمة في الدراسة التي أقيمت عام 2007 إلى أن وصولهم كان أقرب إلى 1200. أنشأ السكان ثقافة مزدهرة ومكافحة في الجزيرة، كما هو واضح من العديد من المصنوعات الحجرية الهائلة (مواي) وغيرها من القطع الأثرية. لكن، أدى إدخال الجرذ البولينيزي إلى إزالة الأراضي الزراعية وإلى إزالة الغابات تدريجياً. عند وصول الأوروبيين عام 1722 كان عدد سكان الجزيرة يتراوح ما بين 2000 و 3000 نسمة. لكن أدت الأمراض الأوروبية وحملات الإغارة على العبيد البيروفيين في العقد 1860، وكذلك الهجرة إلى جزر أخرى مثل تاهيتي إلى نقص كبير في عدد السكان، حيث انخفضت إلى 111 نسمة من السكان الأصليين في عام 1877.
ضمت تشيلي جزيرة القيامة في عام 1888. وفي عام 1966 مُنح الرابنويين الجنسية التشيلية. وفي عام 2007 اكتسبت الجزيرة الوضع الدستوري كـ«إقليم خاص» (بالإسبانية: territorio especial)‏. وأصبحت تنتمي إداريا إلى إقليم فالبارايسو، لتشكل كميونة واحدة (بالإسبانية: Isla de Pascua)‏ من مقاطعة جزيرة القيامة. في 2017 سجل تعداد تشيلي حوالي 7750 شخصا في الجزيرة، منهم 3512 (45%) يعتبرون أنفسهم رابانويين.
تعتبر جزيرة القيامة واحدة من أكثر الجزر البعيدة في العالم مأهولة بالسكان. وأقرب أرض مأهولة (حوالي 50 ساكنًا عام 2013) هي جزر بيتكيرن، على بعد 2,075 كم؛ وأقرب مدينة يزيد عدد سكانها عن 500 هي ريكيتيا، في جزيرة مانغاريفا، على بعد 2,606 كم؛ وأقرب نقطة قارية تقع في وسط تشيلي، 3,512 كم.

## التأثيل
تمت تسمية «جزيرة الفصح» أو «جزيرة القيامة» من قبل أول زائر أوروبي للجزيرة، وهو المستكشف الهولندي جاكوب روجيفين، الذي صادف يوم الأحد عيد القيامة (5 أبريل) عام 1722، أثناء بحثه عن جزيرة «ديفيس لاند». أطلق عليها جاكوب روجيفين اسم (Paasch-Eyland) (اللغة الهولندية للقرن الثامن عشر باسم «جزيرة الفصح»). والاسم الإسباني الرسمي للجزيرة هو (Isla de Pascua) التي تعني أيضا «جزيرة الفصح».
تمت صياغة الاسم البولينيزي الحالي للجزيرة "Rapa Nui" والتي تعني («رابا الكبير») بعد الهجوم على العبيد في بداية والعقد 1860، ويشير إلى التشابه الطبوغرافي للجزيرة مع جزيرة رابا في مجموعة جزر باس التابعة لمجموعة جزر أوسترال. لكن عالم الإثنوغرافيا النرويجي ثور هايردال كان له رأي آخر وهو بأن «رابا» كان الاسم الأصلي لجزيرة القيامة وأن الاسم «رابا إتي» كان من قبل اللاجئين هناك.
يقال أن عبارة (Te pito o te henua) هي الاسم الأصلي للجزيرة منذ أن أعطاها عالم الإثنولوجيا الفرنسي ألفونس بينارت الترجمة الرومانسية («سرة العالم») في كتابه (السفر إلى جزيرة الفصح) (بالفرنسية: Voyage à l'Île de Pâques)‏، الذي نُشر عام 1877. استفسر ويليام تشرشل (1912) عن العبارة وقيل له أن هناك ثلاثة من (te pito o te henua)، وهي الرؤوس الثلاثة (نهايات الأرض) للجزيرة. ويبدو أن هذه العبارة قد استخدمت بنفس معنى تسمية «نهاية الأرض» عند طرف مقاطعة كورنوال الإنجليزية. ولم يتمكن من استنباط اسم بولينيزي للجزيرة وخلص إلى أنه ربما لم يكن هناك اسم.
ويبين توماس بارثيل (1974)، أنه وفقًا للتقاليد الشفوية فقد تم تسمية الجزيرة لأول مرة باسم (Te pito o te kainga a Hau Maka) بمعنى: («قطعة أرض هاو ماكا الصغيرة»). لكن، هناك كلمتان تنطقان بيتو في لغة الرابانوي، واحد تعني «نهاية» والأخرى تعني «سرة»، وبالتالي يمكن أن تعني العبارة أيضًا «سرة العالم». الاسم الآخر (Mata ki te rangi) يعني: «عيون تتطلع إلى السماء».
يطلق على سكان الجزر في الإسبانية باسم (pascuense)؛ ومع ذلك فمن الشائع الإشارة إلى أفراد المجتمع الأصلي باسم «رابا نوي».
أطلق عليها البحار فيليبي غونزاليس دي أيدو اسم (بالإسبانية: Isla de San Carlos)‏ («جزيرة سانت تشارلز»، القديس الشفيع لكارلوس الثالث ملك إسبانيا) أو (بالإسبانية: Isla de David)‏ (على الأرجح جزيرة ديفيس لاند الوهمية؛ تتُرجم أحيانًا باسم «جزيرة ديفيس») في عام 1770.) in 1770.

## تاريخ

### مقدمة
تشير التقاليد الشفوية بأن الجزيرة قد استوطنت لأول مرة خلال رحلة استكشافية مكونة من زورقين، استوطنوا «مارا رينغا» (Marae Renga) (أو Marae Toe Hau - المعروفة بجزر كوك)، وكانت بقيادة الزعيم "هوتو ماتوا" (Hotu Matu'a) وقبطانه «تو كو ايهو» (Tu'u ko Iho). تقول الأسطورة أن الحكيم هوماكا قد حلم بمثل هذا البلد البعيد؛ وقد أشار إلى الملك هوتو بأنها مكانًا جديرًا بالاهتمام للهروب من زعيم مجاور الذي قد خسر أمامه ثلاث معارك. في وقت وصولهم، كان للجزيرة مستوطن وحيد يدعى (Nga Tavake 'a Te Rona). بعد إقامة قصيرة في شاطئ أناكينا، توزع المستعمرون في أجزاء مختلفة من الجزيرة. رزق هوتو بمولود «تو ما هيك» (Tu'u ma Heke) الذي يعتبر الوريث له في الجزيرة. يقال بأن القبطان «تو كو ايهو» هو الذي أحضر التماثيل وجعلها تمشي.
وفقا للمعلومات الواردة من المتحف الأنثروبولوجي لجزيرة القيامة، فإن هناك ثلاث مراحل من الاستيطان في جزيرة القيامة:
1. اِستِيطان مبكرة: وكان بين عامي 400 و 1200، حيث تم بناء مراكز أهو الاحتفالية مع أو بدون مواي.[19][20] والدراسات الحديثة تستبعد وجود هذه الفترة.[21]
2. مرحلة أهو موي: وكانت بين عامي 1200 و1680، حيث بدأت الصراعات بين الأنساب والجماعات الدينية مثل تانجاتا مانو (رجل الطير).[19][20] وتعتبرالدراسات الحديثة أن هذه الفترة كانت عندما تم استعمار الجزيرة.[21]
3. مرحلة هوري مواي: وكانت من عام 1680 وحتى الاتصال بالملاحين الغربيين.[19][20]

وهذا يتفق مع الدراسات الأنثروبولوجية، والأثرية والجينية واللغوية. وفي عام 1200 تقريبا بدأت مرحلة التنقيح الأكبر لمعبد أهو. كان هناك نقاش كثير بشأن التواريخ ولكن وصول «هوتو ماتوا» في عام 1200 لا يبدو أنه يتوافق مع ما هو معروف حتى الآن.
بحلول القرن الخامس عشر، كان هناك اتحادان «هاناو» من الفئات الاجتماعية و«ماتا» التي كانت موجودة على أساس النسب. كان الجزء الغربي والشمالي من الجزيرة ينتمي إلى «تو كو ايهو»، التي شملت ميرو الملكية مع المركز الملكي في أناكينا، رغم أن «تاهاي» و«تي بو» كانتا عاصمتين سابقتين. وكان الجزء الشرقي من الجزيرة ينتمي إلى «أوتو إتو». بعد الزيارة الهولندية بوقت قصير، من عام 1724 حتى 1750، حدث قتال بين «أوتو إتو» و«تو كو ايهو» للسيطرة على الجزيرة. واستمر هذا القتال حتى العقد 1860. وحدثت مجاعة بعد حرق الأكواخ وتدمير الحقول. تلاشت السيطرة الاجتماعية حيث تكون أسلوب حياة خارج على القانون ونشأت فرق مفترسة وتولت طبقة المحاربين زمام الأمور. انتشر التشرد، وأصبح الكثير منهم السكان يعيشون تحت الأرض. بعد الزيارة الإسبانية، من عام 1770 وما بعده، بدأت فترة إسقاط التمثال «هوري مواي»، وكانت هذه المحاولة من قبل الجماعات المتنافسة لتدمير القوة الاجتماعية والروحية أو ما يسمى الـ«مانا» الممثلة بالتماثيل، والتأكد من تحطيمها للسقوط للتأكد من أنه بدون قوة. وفي العقد 1860 وعند وصول المبشرين الفرنسيين لم يُترك أي من التماثيل واقفا.:21–24, 27, 54–56, 64–65
بين عامي 1862 و1888، لقي حوالي 94% من السكان حتفهم أو هاجروا. ومن عام 1862 إلى 1863، وقعت الجزيرة ضحية تجارة العبيد، حيث أسفرت عن اختطاف أو قتل حوالي 1,500 من سكانها، و1,408 كانوا يعملون كخدم بعقود في بيرو. وفي النهاية حوالي عشرة فقط الذين عادوا إلى جزيرة القيامة، لكنهم أحضروا معهم مرض الجدري، التي قضت على ما تبقى من السكان البالغ عددهم 1,500 نسمة. ومن بين الذين لقوا حتفهم سكان جزيرة «تومو إيفي أتوا»، الذين يحملون ثقافة الجزيرة وتاريخها وعلم الأنساب إلى جانب خبراء رونغورونغو.:86–91

### مستوطنة رابا نوي

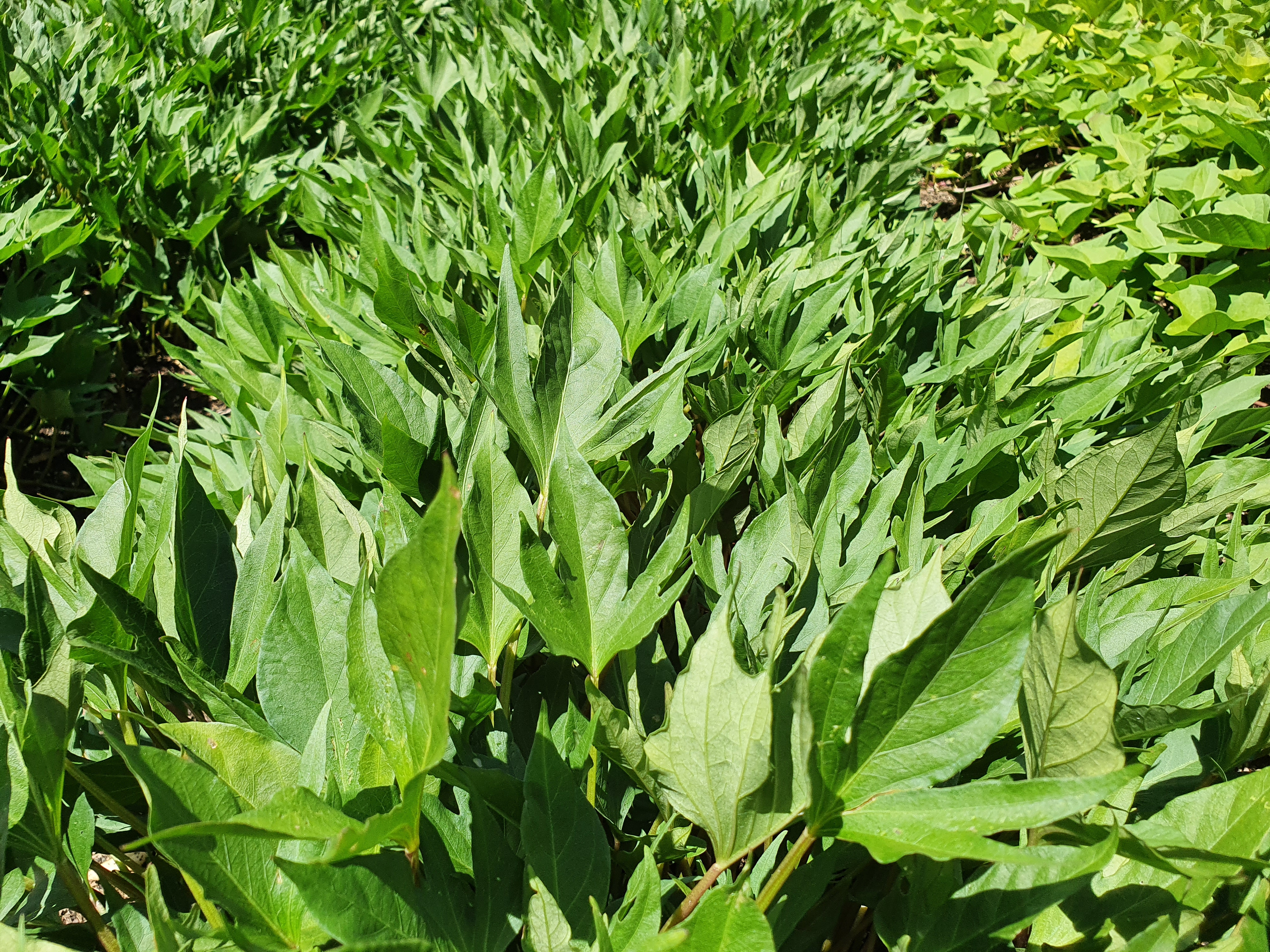
كانت الأصناف التقليدية للبطاطا الحلوة (كومارا) محاصيل أساسية للبولينيزيين.

تتراوح التقديرات التاريخية لبداية الاستيطان في الجزيرة من 300 إلى 1200، رغم أن أفضل تقدير حالي للاستعمار هو في القرن الثاني عشر الميلادي. ومن المحتمل أن يكون استعمار جزيرة القيامة قد تزامن مع وصول المستوطنين الأوائل إلى هاواي. وقد غيرت التصحيحات في التأريخ بالكربون المشع جميع تواريخ الاستيطان المبكرة التي تم افتراضها سابقًا في بولينيزيا. وتوفر الدراسات الأثرية الجارية هذا التاريخ المتأخر:
«تواريخ الكربون المشع لبدايات طبقات الأرض في أناكينا، وجزيرة القيامة، ويشير تحليل التواريخ السابقة للكربون المشع إلى أن الجزيرة استُعمرت في وقت متأخر، أي حوالي 1200. وهكذا بدأت التأثيرات البيئية الهامة والاستثمارات الثقافية الكبرى في العمارة وصناعة التماثيل الضخمة بعد فترة وجيزة من الاستقرار الأولي».
وفقًا للتقاليد الشفوية، فإن أول مستوطنة كانت في أناكينا. وقد لاحظ الباحثون أن نقطة النزول «كاليتا أناكينا» كانت توفر أفضل ملجأ للجزيرة من الأمواج السائدة بالإضافة إلى شاطئ رملي لإنزال الزوارق وإطلاقها، لذلك فمن المحتمل أن يكون مكان مبكر للاستيطان. ومع ذلك، فإن التأريخ بالكربون المشع يخلص إلى أن المواقع الأخرى سبقت أناكينا بسنوات عديدة، ولا سيما منطقة تاهاي بعدة قرون.
كانت الجزيرة مأهولة بالبولينيزيين الذين على الأرجح قد أبحروا إما في زوارق أو قطمران من جزر غامبير (مانغريفا، على بعد 2,600 كم) أو جزر ماركيساس، على بعد 3,200 كم. وحسب بعض النظريات، كنظرية الشتات البولينيزي، فإن هناك احتمال أن المستوطنين البولينيزيين الأوائل قد وصلوا من أمريكا الجنوبية بسبب قدراتهم الرائعة في الملاحة البحرية. وقد دعم العلماء النظريون هذا من خلال الأدلة الزراعية للبطاطا الحلوة. فقد كانت البطاطا الحلوة من المحاصيل المفضلة في المجتمع البولينيزي لأجيال ولكنها نشأت في أمريكا الجنوبية، مما يشير إلى التفاعل بين هاتين المنطقتين الجغرافيتين. لكن، تشير الأبحاث الحديثة إلى أن البطاطا الحلوة ربما انتقلت إلى بولينيزيا عن طريق التشتت لمسافات طويلة قبل وصول البولينيزيين بوقت طويل. عندما زار القبطان جيمس كوك الجزيرة، كان أحد أفراد طاقمه بولينيزي يدعى «هيتيتي» من جزيرة بورا بورا، وقد كان قادرًا على التواصل مع الرابا نوي.:296–297 اللغة الأكثر تشابهًا مع الرابا نوي هي لغة المانغريفا، حيث يقدر نحو 80% من المفردات المتشابهة. في عام 1999، تمكنت رحلة مع قوارب بولينيزية تم بناؤها من الوصول إلى جزيرة القيامة من مانغريفا في غضون 19 يوما.

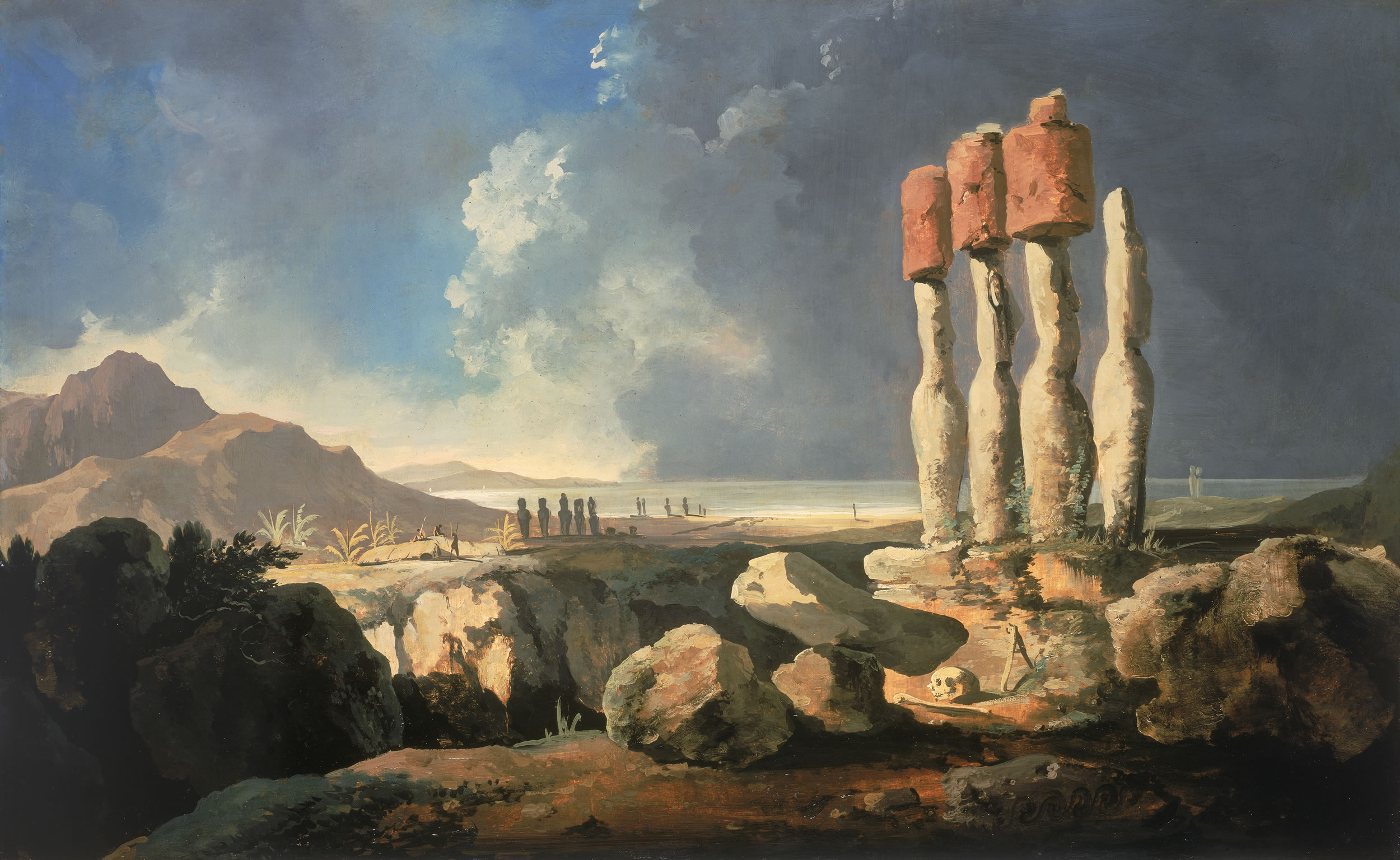
منظر لآثار جزيرة القيامة، رابانوي، 1775-1776. بواسطة ويليام هودجز.

وفقًا للتقاليد الشفوية التي سجلتها البعثات التبشيرية المسيحية في العقد 1860، فقد كان للجزيرة نظام طبقي اجتماعي قوي: «أريكي» أو شيخ القبيلة، ويمارس قوة عظمى على تسع عشائر أخرى ورؤسائها. كان شيخ القبيلة هو أكبر السلالة سنا من خلال السلالات البكر لمؤسس الجزيرة الأسطوري «هوتو ماتوا». وكان أكثر العنصر وضوحا في الثقافة هو صناعة تماثيل مواي الضخمة التي يعتقد البعض أنها تمثل أسلافا مؤلهون. وفقًا لناشونال جيوغرافيك، «يشك معظم العلماء في أن مواي قد نحت لتكريم الأجداد، وشيوخ القبائل أو شخصيات مهمة أخرى، لكن، لا يوجد تاريخ مكتوب ويوجد القليل من التاريخ الشفوي في الجزيرة، لذلك من المستحيل التأكد».
يسود أعتقاد أن الأحياء لهم علاقة تكافلية مع الموتى بحيث أن الموتى يقدمون كل ما يحتاجه الأحياء (الصحة، وخصوبة الأرض والحيوانات، والثروة، إلخ.) والمعيشة من خلال القرابين التي تزود الأموات بمكانة أفضل في عالم الأرواح. كانت معظم المستوطنات تقع على الساحل، وقد نصبت معظم تماثيل المواي على طول الساحل، لحراسة نسلهم الذين عاضوا قبلهم في المستوطنات. وظهورهم تجاه عالم الأرواح في البحر.
يتوقع العالم جارد دايموند في كتابه (الانهيار: كيف تختار المجتمعات الفشل أو النجاح، أنه قد حصل أكل للحوم البشر في جزيرة القيامة بعد أن ساهم بناء المواي في تدهور البيئية حيث تسببت إزالة الغابات في زعزعة استقرار النظام البيئي التي كانت غير مستقرة بالفعل. يوضح السجل الأثري أنه في وقت بداية الاستيطان كانت الجزيرة موطنا للعديد من أنواع الأشجار، تشمل ثلاثة أنواع على الأقل نمت حتى 15 مترا أو أكثر:
- نخلة جزيرة القيامة (الاسم العلمي: Paschalococos) (ربما قد كانت أكبر أشجار النخيل في العالم في ذلك الوقت).
- الخصيفية السدرية (الاسم العلمي: Alphitonia zizyphoides).
- شبيه الزيتون (الاسم العلمي: Elaeocarpus).

ومن المعروف أن ستة أنواع من الطيور البرية على الأقل تعيش في الجزيرة. وأحد العوامل الرئيسية التي ساهمت في انقراض أنواع عديدة من النباتات كان إدخال الجرذ البولينيزي. حيث أظهرت الدراسات التي أجراها علماء النباتات القديمة بأن الفئران قد يكون لها تأثير كبير على تكاثر النباتات في النظام البيئي، حيث أظهرت قشور بذور نباتات مستردة في الرابانوي علامات لقضم من قبل الجرذان. كتبت «باربرا ويست»: «في وقت ما قبل وصول الأوروبيين إلى جزيرة القيامة، عانى الرابانوي من اضطراب هائل في نظامهم الاجتماعي نتج عن تغيير في بيئة جزيرتهم ... بوقت وصول الأوروبيين عام 1722، قد انخفض عدد سكان الجزيرة إلى 2,000-3,000 من مستوى مرتفع بلغ حوالي 15,000 قبل قرن واحد فقط».

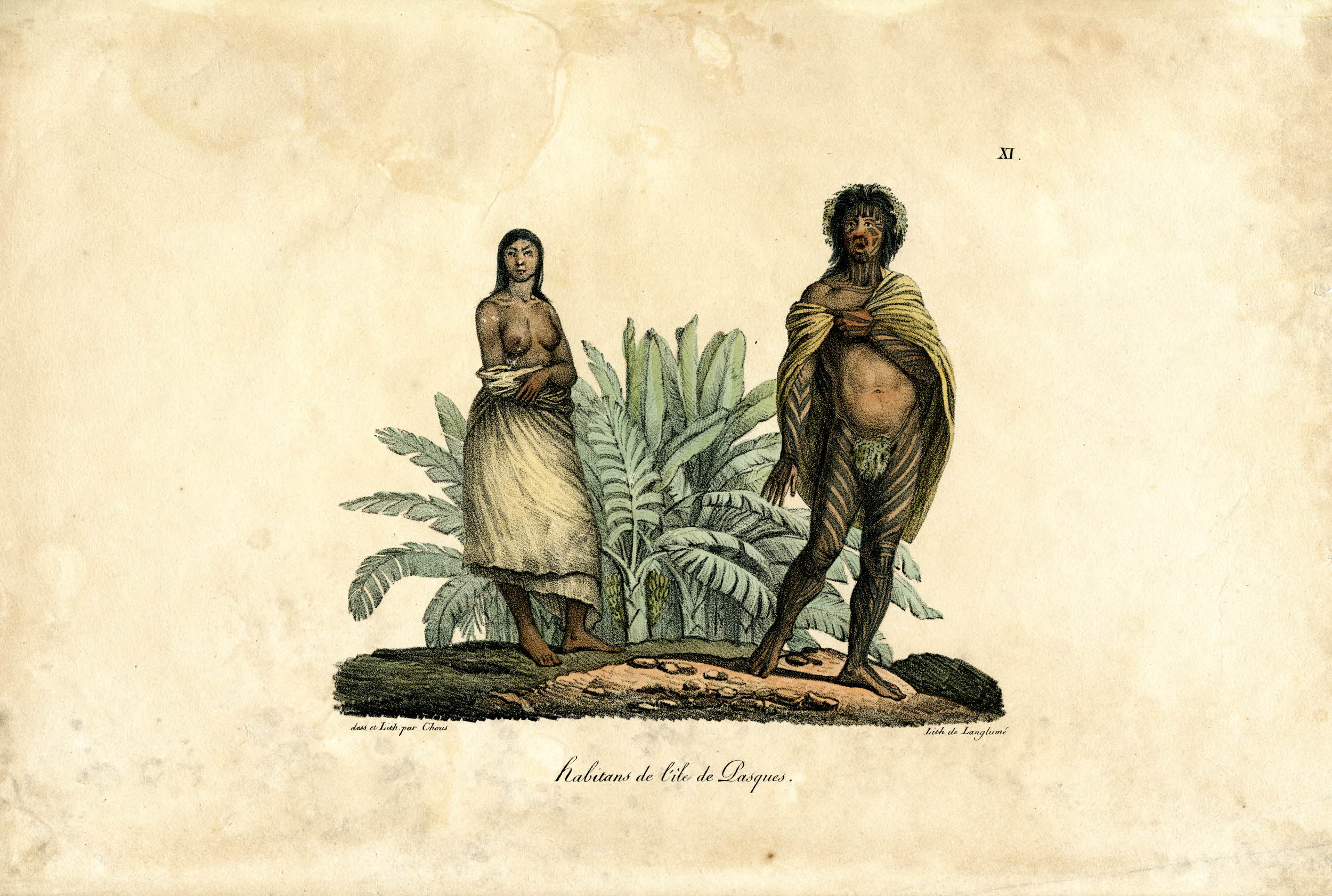
شعب رابا نوي، رسمه لويس خوريس (1816)

في ذلك الوقت، انقرض 21 نوعا من الأشجار وجميع أنواع الطيور البرية من خلال الإفراط في الحصاد، والصيد الجائر وافتراس الجرذان وتغير المناخ. وقد تم إزالة الغابات بشكل كبير من الجزيرة، ولم يكن بها أشجار يزيد ارتفاعها عن 3 أمتار. وقد أدى فقدان الأشجار الكبيرة إلى عدم قدرة السكان على بناء سفن صالحة للإبحار، مما قلل بشكل كبير القدرة على صيد السمك. تقول إحدى النظريات أن الأشجار قد استخدمت كبكرات لنقل التماثيل إلى مكان الانتصاب من المحجر في رانو راراكو. كما أدت إزالة الغابات إلى اِنجِراف أدى إلى انخفاض حاد في الإنتاج الزراعي. وقد تفاقم هذا بسبب فقدان الطيور البرية وانخفاض أعداد الطيور البحرية كمصدر للغذاء. بحلول القرن الثامن عشر، كان سكان الجزر يعتمدون على الزراعة بشكل كبير، مع تربيى الدجاج المنزلي كمصدر أساسي للبروتين.

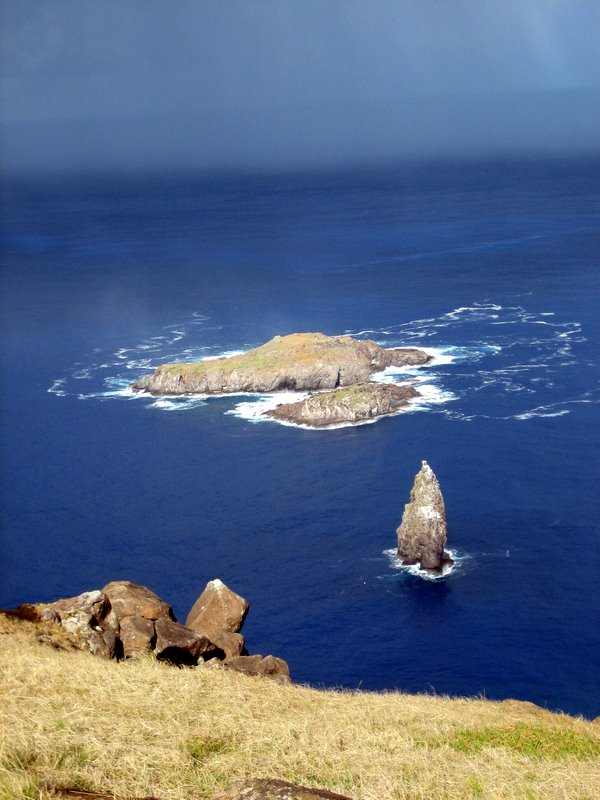
جزيرة موتو نوي،جزء من طقوس الرجل الطائر.

عندما اكتظت الجزيرة بالسكان اندلعت حروب بين القبائل مما أدى إلى تدمير مذابح الاحتفالات والتخلي عن المحاجر التي نحتت فيها تماثيل المواي. وقد عانى السكان من عواقب الاستغلال المفرط للموارد الطبيعية حيث بدأوا يعيشون في الكهوف لحماية أنفسهم من غزوات الجماعات المعادية، التي كانت في بعض الأحيان تمارس أكل لحوم البشر. اكتسب المحاربون المعروفون باسم (الماتاتوا) المزيد من القوة وانتهت معتقدات الأسلاف، وفسح المجال لمعتقدات «تانجاتا مانو» («رجل الطير»)، حيث ينافس ممثلو العشائر المختلفة ليكونوا أول من يعود من جزيرة موتو نوي مع بيضة الـ«مانو تارا» (خرشنة الفصح) إلى شيخ العشيرة وبالتالي يجعله «رجل الطير» لمدة عام ومنح العشيرة مكانة مرموقة خلال تلك الفترة. يقول «بيفرلي هاون»: «أعيد صياغة مفهوم المانا (القوة) المستثمرة في القادة المتوارثين في تانجاتا مانو، الذي يبدو أنه قد بدأ حوالي عام 1540، وتزامن مع الآثار النهائية لفترة المواي». أكدت هذه العقيدة أنه على الرغم من أن الأسلاف لا يزالون يعولون أحفادهم، الا أن الوسيلة التي يمكن من خلالها اتصال الأحياء بالموتى لم تعد تماثيل بل كائنات بشرية يتم اختيارها من خلال المنافسة. ويعتقدون أن الإله المسؤول عن خلق البشر (ماكماك) قد لعب دورا مهما في هذه العملية. أظهرت عالمة الآثار والأنثروبولوجيا كاثرين روتليدج التي جمعت بشكل منظم تقاليد الجزيرة خلال بعثتها عام 1919 أن منافسات «تانجاتا مانو» قد بدأت حوالي عام 1760، بعد وصول أوائل الأوروبيين، وانتهت عام 1878، مع بناء الكنيسة الأولى من قبل لمبشرين الرومانية الكاثوليكية الذين وصلوا رسميا في عام 1864. النقوش الصخرية التي تمثل «تانجاتا مانو» في جزيرة القيامة هي نفسها في جزيرة هاواي، مشيرة إلى أن هذا المفهوم ربما جاء من قبل المستوطنين الأصليين؛ أما المنافسة نفسها فقد كانت فريدة من نوعها لجزيرة القيامة فقط. وفقًا لنسخة تاريخ الجزيرة («إسقاط التماثيل»="huri mo'ai") التي أعدها كل من «جارد دايموند» و «ثور هايردال» قد استمرت حتى العقد 1830 كجزء من الحروب الداخلية الشرسة. بحلول عام 1838، كانت المواي الوحيدة الباقية على منحدرات «رانو راراكو»، هي هوا هاكانانايا في أورونجو، وأريكي بارو في أهو تي بيتو كورا. أكدت دراسة قام بها «دوجلاس أوسلي» نُشرت في عام 1994 أن هناك أدلة أثرية قليلة عن الانهيار المجتمعي في فترة ماقبل قبل الأستعمار الأوروبي. وتشير بيانات أمراض وقياسات العظام لسكان الجزر في تلك الفترة إلى أن القليل من الوفيات يمكن أن تنسب بشكل مباشرة إلى العنف. في عام 2021 توصل بحث أجراه عالمي الأنثروبولوجيا بجامعة بينغامتون «روبرت دينابولي» و«كارل ليبو» إلى أن الجزيرة شهدت نموا سكانيا ثابتا منذ استيطانها الأولي حتى الاتصال الأوروبي في عام 1722. لم يكن في الجزيرة أكثر من بضعة آلاف من السكان قبل الاتصال الأوروبي، وكانت أعدادهم تتزايد بدلاً من أن تتضائل.

### الاتصال الأوروبي

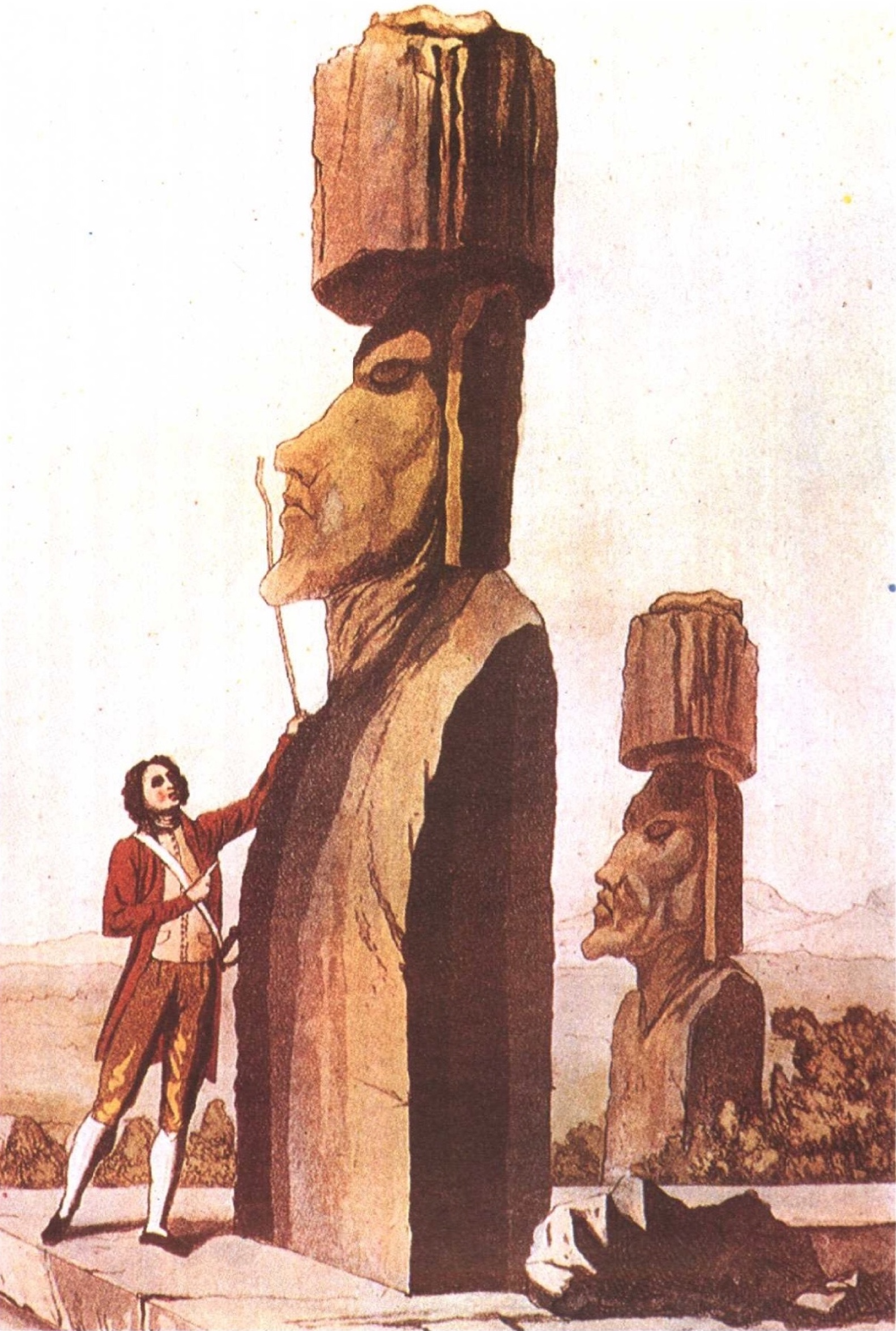
ياكوب روغيفين يحلل تمثال مواي، رسم من القرن الثامن عشر.

كان أول اتصال أوروبي مسجل بالجزيرة في 5 أبريل 1722، الذي يوافق عيد الفصح أو عيد القيامة، بواسطة الملاح الهولندي ياكوب روغيفين. أسفرت زيارته عن مقتل ما يقرب من اثني عشر من سكان الجزيرة، ومن ضمنهم «تومو إيفي أتوا»، وجرح الكثير غيرهم.:46–53
لم تحدث زيارة ثانية للجزيرة من قبل الأوروبيين حتى تاريخ (15 نوفمبر 1770)، عندما وصلت بعثة للسفينتين إسبانيتين «سان لورينزو» و«سانتا روزاليا» بقيادة القبطان فيليب غونزاليس دي أهيدو إلى الجزيرة،:238,504 وقد اندهش الأسبان من «الأصنام الواقفة»، فقد كانت جميعها منتصبة في ذلك الوقت.:60–64 وتم إجراء أول مسح خرائطي للجزيرة وتعميدها على أنها جزيرة «سان كارلوس»، تكريما لملك إسبانيا كارلوس الثالث، والاستيلاء عليها لصالح التاج الإسباني. تظهر في الوثائق التي أعدها غونزاليس دي أهيدو رسومات تماثيل المواي لأول مرة. ومن الأسماء الجغرافية التي وضعها «غونزاليس دي أهيدو» اسم «بونتا روسيلا» (Punta Rosalía) الذي مازال محفوظا حتى اليوم.

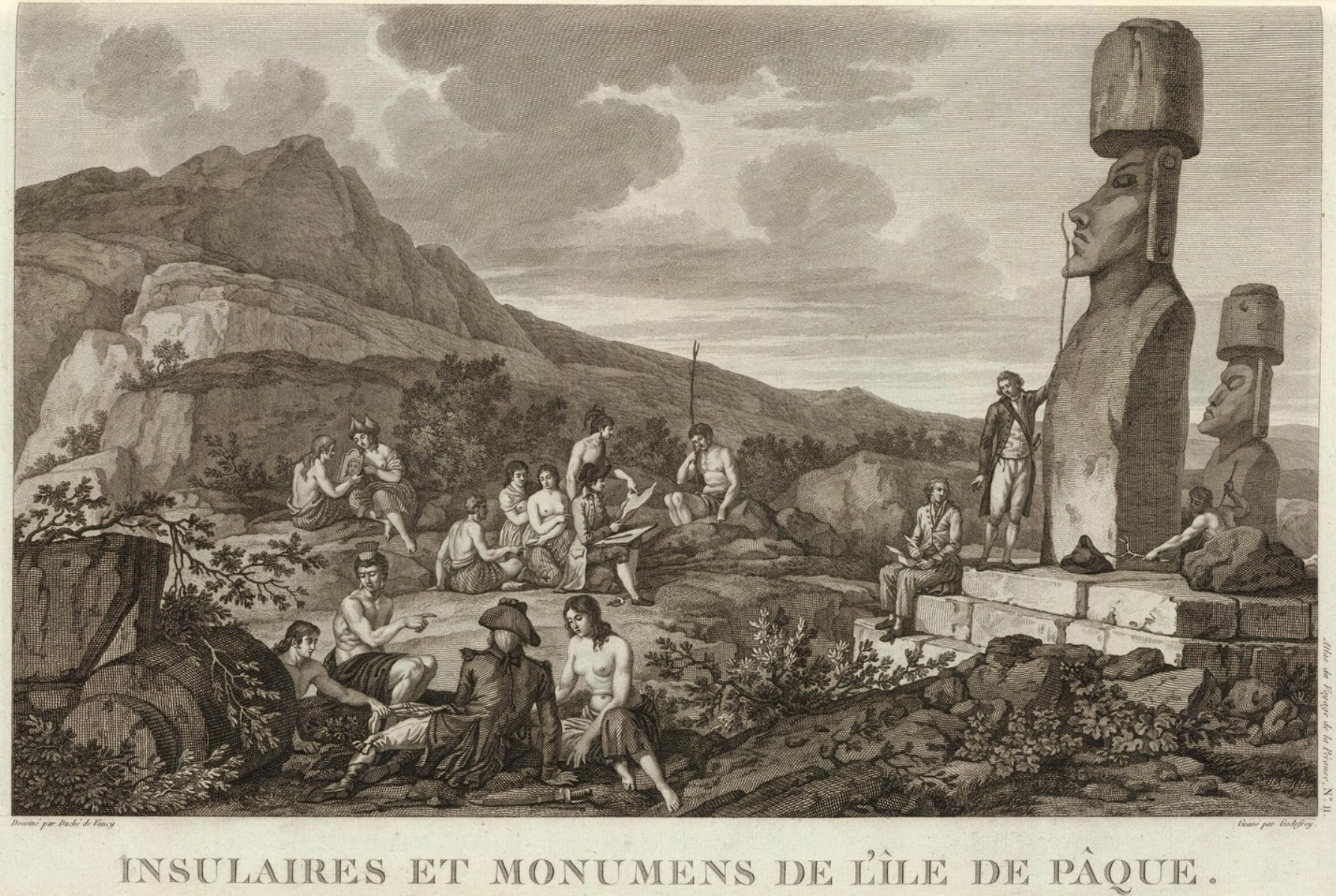
جان فرانسوا دو لابيروز في جزيرة القيامة عام 1786.

في 10 أبريل 1786، رست سفينة الأدميرال الفرنسي جان فرانسوا دو لابيروز في هانجا روا في بداية رحلة حول المحيط الهادئ. وقام بعمل خريطة مفصلة للخليج، وكذلك نقاط الإرساء، وخريطة عامة للجزيرة، بالإضافة إلى بعض الرسوم التوضيحية. وفي النهاية أصبحت جزيرة القيامة نقطة نزول للبحارة الذين يغادرون أمريكا الجنوبية في طريقهم إلى أوقيانوسيا.

### العبودية والسرقة والمرض
أصعب الأمور التي مرت على سكان جزيرة القيامة هي دخول تجار الرقيق البيروفيين والجنسيات الأخرى الذين باعوا شعب الرابانوي في ميناء كاياو كعبيد في المزارع وجميع ذرق الطيور لاستخدامه كسماد. في نهاية عام 1862، قتل طاقم سفينة جوان ماريستاني الإسبانية العشرات من سكان الجزر، وأشعلوا النار في منازلهم ومزارعهم وأسروا صبيًا في السادسة من عمره اسمه «مانو رانجي»، وهو وريث زعامة الرابا نوي، بالإضافة إلى 349 من الرابانويين وتم توزيعهم على سفن ذات وجهات مختلفة للتحايل على السلطات في بيرو.
وبين عامي 1862 و 1863، استولت حوالي عشرين سفينة بيروفية على أكثر من 1,500 رجل وامرأة من سكان الجزر. انتهت التوغلات في 28 أبريل 1863 بقرار من حكومة بيرو، والتي علقت التراخيص الممنوحة ووافقت على إعادة الناجين إلى موطنهم الأصلي.
كانت إبادة الطبقة الكهنوتية تعتبر خسارة فادحة —ومن بين أشياء أخرى، منذ ذلك الحين، ظل النص البولينيزي الوحيد (رونغورونغو) صعب التفسير—.[بحاجة لمصدر]
عندما أُجبر تجار العبيد على إعادة المواطنين لموطنهم الأصلي، نزلوا الجزيرة ومعهم عدد كبير من الذين يحملون معهم مرض الجدري. وقد أدى ذلك إلى انتشار أوبئة مدمرة من جزيرة القيامة إلى جزر ماركيساس. وانخفض عدد سكان جزيرة القيامة إلى الحد الذي لم يتم فيه دفن بعض الموتى.:91
في منتصف القرن التاسع عشر قتل مرض السل الذي جاء مع صائدي الحيتان العديد من سكان الجزيرة عندما كان توفي أول مبشر مسيحي يوجين ايرود من هذا المرض عام 1867. وقتل في النهاية ما يقرب من ربع سكان الجزيرة. في السنوات التالية، بدأ أصحاب مزرعة الأغنام والمبشرون بشراء أراضي المتوفين حديثا، وقد أدى هذا إلى مواجهات كبيرة بين السكان الأصليين والمستوطنين.
أدت البعثات التالية إلى جلب الأمراض إلى الجزيرة، الأمر الذي أدى إلى هجرة أعداد هائلة من السكان. فضلا عن رحيل حوالي 250 من سكان الجزيرة برفقة المبشرين الكاثوليكيين إلى تاهيتي.
في 7 نوفمبر 1868 سرق الإنجليز تمثال المواي هوا هاكانانا المقدسة. وتم إرساله على متن السفينة الإنجليزية إتش إم إس توباز، بقيادة «ريتشارد أشمور باول». وفي 25 أغسطس 1869، تم إنزاله في ميناء بورتسموث، في المملكة المتحدة.
اشترى جان بابتيست دوترو بورنير كل الجزيرة باستثناء منطقة المبشرين حول هانجا روا ونقل مئات من شعب الرابانوي إلى تاهيتي ليعملوا مع أنصاره. في عام 1871 اختلف المبشرين مع «جان بابتيست»، وانتقلوا جميعهم باستثناء 171 شخص من الرابانوي إلى جزر غامبير. وكان اغلب الذين بقوا من الرجال الأكبر سنا. بعد ست سنوات، بقي فقط 111 شخصا فقط في الجزيرة، وكان 36 منهم فقط الذين لديهم ذرية. ومن تلك اللحظة بدأ سكان الجزيرة بالتعافي ببطء. ولكن موت أكثر من 97% من السكان أو رحيلهم في أقل من عقد أدى إلى فقد الكثير من المعرفة الثقافية للجزيرة.
عمل ألكسندر أريشيبا فيهياتيباري سالمون الابن، ابن تاجر يهودي إنجليزي وأمير من سلالة بوماري مُؤَخَّرًا على إعادة العمال من مزرعة لب جوز الهند التي ورثها من والده، واشترى جميع الأراضي في الجزيرة باستثناء المهمة، وأصبح صاحب العمل الوحيد. عمل على تطوير السياحة في الجزيرة وأصبح المخبر الرئيسي للبعثات الأثرية البريطانية والألمانية للجزيرة. وقد أرسل عدة قطع من «رونغورونغو» الأصلية إلى زوج ابنة أخته القنصل الألماني في مدينة فالبارايسو التشيلية. في 2 يناير 1888 باع «ألكسندر سلمون» مقتنيات براندر في الجزيرة للحكومة التشيلية، ووقعت كشاهد على التنازل للجزيرة. وفي ديسمبر 1888 عاد «ألكسندر سلمون» إلى تاهيتي. وقد كان الحاكم الفعلي للجزيرة من عام 1878 حتى تنازله لتشيلي في عام 1888.

### الانضمام إلى تشيلي
في عام 1887 قررت تشيلي ضم الجزيرة إلى أراضيها، وتم تكليف قائد البحرية التشيلية بوليكاربو تورو بهذه المهمة، وقد قام بدوره بالقيام بالمفاوضات لشراء الأراضي في الجزيرة مع أسقف فالبارايسو سلفادور دونوسو رودريغيز الذي يملك 600 هكتار، وكذلك أخوة سالمون، "دوترو بورنير و"جون براندر" من تاهيتي؛ بالرغم من أن التقاليد ترفض بيع الأراضي.
في 9 سبتمبر 1888، تمكنت تشيلي من توقيع معاهدة (Tratado de Anexión de la Isla)، وكان ممثل الحكومة التشيلية «بوليكاربو تورو»، وممثل سكان الجزيرة هو اتومو تكينا الذي عينه المبشرون «ملكًا» بعد وفاة الزعيم الأعلى ووريثه. كانت الوثيقة مكتوبة باللغة الإسبانية وبالرابانوية مختلطة مع التاهيتية. يتحدث النص باللغة الإسبانية عن نقل السيادة إلى تشيلي وبنفس الوقت يتم الاحتفاظ بالزعماء الذين حضروا الاتفاقية مع الألقاب التي كانوا يتمتعون بها في ذلك الوقت دون الإشارة إلى ملكية الأرض. لا يزال البعض من شعب الرابانوي يطعن في صحة هذه المعاهدة. لكن بشكل رسمي اشترت تشيلي معظم مزرعة أغنام ماسون-براندر، وتشمل الأراضي التي تم شراؤها من أحفاد الرابانوي الذين ماتوا بسبب الأمراض، ثم طالبت السيادة على الجزيرة.
بالمقابل فإن النص المكتوب بالرابانوية الممزوج بالتاهيتية لا يتكلم عن نقل الأراضي بل يستخدم مفهوم "mau te hoa kona" (تعني كـ «صديق المكان»، والتي من شأنها أن تكون مرتبطة بتطبيق الحماية الفرنسية سابقا) وتشير أيضًا إلى "ia i haka tika i ta ite runga, iraro ina he kainga kai ta" (تعني «اكتب على ما ورد أعلاه، ما هو بالأدنى غير مكتوب هنا»، مشيرا إلى ما هو على سطح الأرض).
يشير تقليد الرابانوي الشفهي إلى أن الملك "اتومو تكينا" أخذ حفنة من العشب مع التراب الملتصقة بها وسلمها إلى المبعوثين التشيليين، محتفظا بالأرض لنفسه (يقول عالم الأنثروبولوجيا "بالوما هوك" أنه بهذا الفعل قد منح السيادة لتشيلي، لكن مع الاحتفاظ بحق الأراضي)؛ وعندما عرض «بوليكاربو تورو» كيس العملات المعدنية للملك رفضه قائلا: "[...] خذ نقودك، لأنني وأي كاناكا، لانبيع أي أرض [...]». بعد أيام، عندما رفع "بيدرو بابلو تورو" علم تشيلي على الجزيرة قال له الملك: «برفعك العلم فأنت لست صاحب الجزيرة لأننا لم نبيع شيئًا: نعلم أن الأسقف وضع الجزيرة تحت حماية تشيلي، لكن لم يتم بيع شيء.»
كان لضم تشيلي أثر إيجابي في إلغاء الرق في بيرو، ومنع تجار الرقيق الأجانب من أخذ المزيد من سكان الجزيرة. لكن في عام 1895، تم تأجير الجزيرة إلى «إنريكي ميرليت»، الذي باع سلطته لشركة بالفور ويليامسون (Williamson-Balfour)؛ التي قامت بدورها بإنشاء شركة تابعة تسمى "Compañía Explotadora de la Isla de Pascua (CEDIP)"، والتي أدارت الجزيرة كمزرعة للأغنام. وقامت الشركة ببناء جدار حدودي حول مدينة هانجا روا ومنشآت تربية الأغنام. خلال إدارة الشركة ولعدة سنوات كان شعب الرابانوي محصورين في هانجا روا، ولم يسمح لهم بالمغادرة دون إذن. وتم إجبارهم على العمل القسري في الشركة، ومع مرور الوقت حُرموا من أراضيهم. في عام 1953، رفضت الحكومة التشيلية تجديد عقد الإيجار ونقلت الجزيرة إلى البحرية التشيلية وتوقفت عمليات تربية الأغنام. في عام 1966، حصل شعب الرابانوي على الجنسية التشيلية الكاملة.
في عام 1951 تمكن ضابط سلاح الجو التشيلي روبرتو باراغ سنجر من ربط البر الرئيسي في تشيلي مع الجزيرة برحلة طيران بدون توقف بطائرة بي بي واي كاتالينا التي تسمى "Manutara" والتي فتحت الطريق إلى المنطقة المعزولة. وطور «روبرتو باراغ» الطريق وأنشأ خدمة نقل جوي بمجرد مغادرته المؤسسة العسكرية.
لم يتمكن سكان الجزيرة من مغادرة الجزيرة بحرية إلا بعد إنشاء مطار ماتافيري الدولي في عام 1965. ولم يدرس في المدارس سوى اللغة الإسبانية فقط حتى عام 1966. واستحق سكان الجزيرة الحصول على الجنسية التشيلية في نفس العام بموجب قانون الجزيرة، وتم إنشاء بلدية ومقاطعة والسجل المدني، وحاكم وعمدة وعضو مجلس، بالإضافة إلى مركز شرطة، وأول شركة إطفاء في الجزيرة، ومدارس ومستشفى.

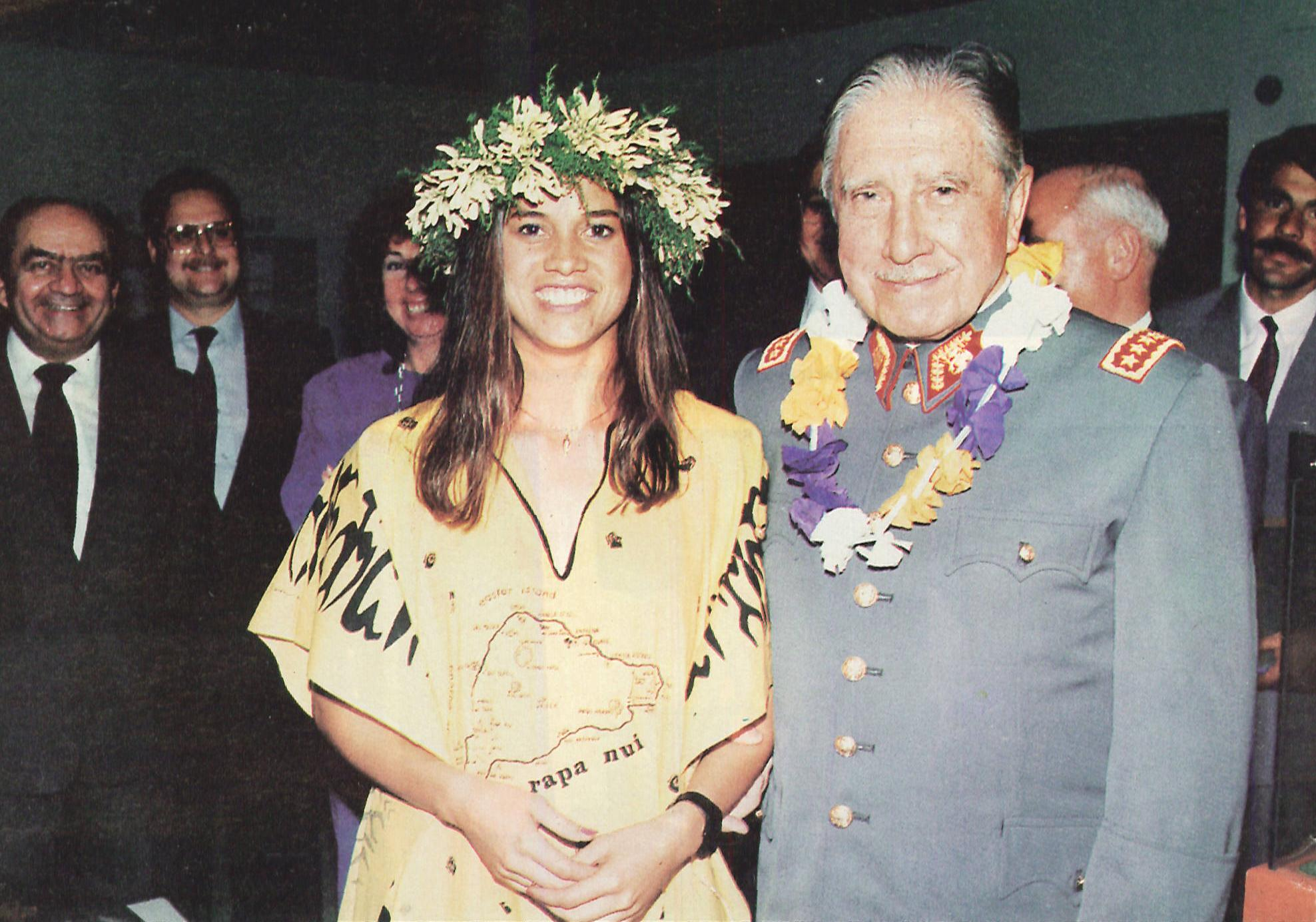
الجنرال بينوشيه يتظاهر مع امرأة شابة من رابا نوي

بعد انقلاب 1973 في تشيلي الذي أوصل أوغستو بينوشيه إلى السلطة، تم وضع الجزيرة تحت القانون العرفي. وعلى اثرها تباطأت السياحة وتم تفكيك الأرض وتوزيع الممتلكات الخاصة على المستثمرين. وخلال فترة وجود أوغستو بينوشيه في السلطة زار الجزيرة في ثلاث مناسبات. وبنى الجيش منشآت عسكرية ومبنى البلدية. في 24 يناير 1975 وصل التلفزيون إلى الجزيرة مع افتتاح محطة التلفزيون الوطني التشيلي التي كانت تبث البرامج متأخرة حتى عام 1996، عندما بدأ البث المباشر عبر الأقمار الصناعية إلى الجزيرة.
بعد اتفاق عام 1985 بين تشيلي والولايات المتحدة، تم توسيع مدرج مطار ماتافيري الدولي في عام 1987. تم توسيع المدرج 423م، يصل إلى 3،353م. وقد ورد أن «أوغستو بينوشيه» رفض حضور حفل التنصيب احتجاجًا على ضغوط الولايات المتحدة بشأن حقوق الإنسان.
فيما مضى كانت أراضي الجزيرة تدار من قبل شركة "Explotadora"، ثم أصبحت فيما بعد تحت إدارة الحكومة والبحرية التشيلية، وفي نهاية القرن العشرين بدأ سكان الجزيرة في إدارتها. في عام 1993 تم إنشاء لجنة تنمية جزيرة القيامة (CODEIPA)، والتي اعترفت قانونيا بالمجلس البلدي للرابانوي للاستشارات القانونية مع سكان الجزيرة.
أظهر صيادي السمك الرابانويين قلقهم من الصيد الغير قانوني في الجزيرة. يقول يال باكاراتي:«منذ عام 2000 بدأنا نفقد التونة، وهو الصيد الأساسي في الجزيرة، لذلك بدأنا في أخذ الأسماك من الشاطئ لإطعام عائلاتنا، ولكن في أقل من عامين استنفدنا كل ذلك».

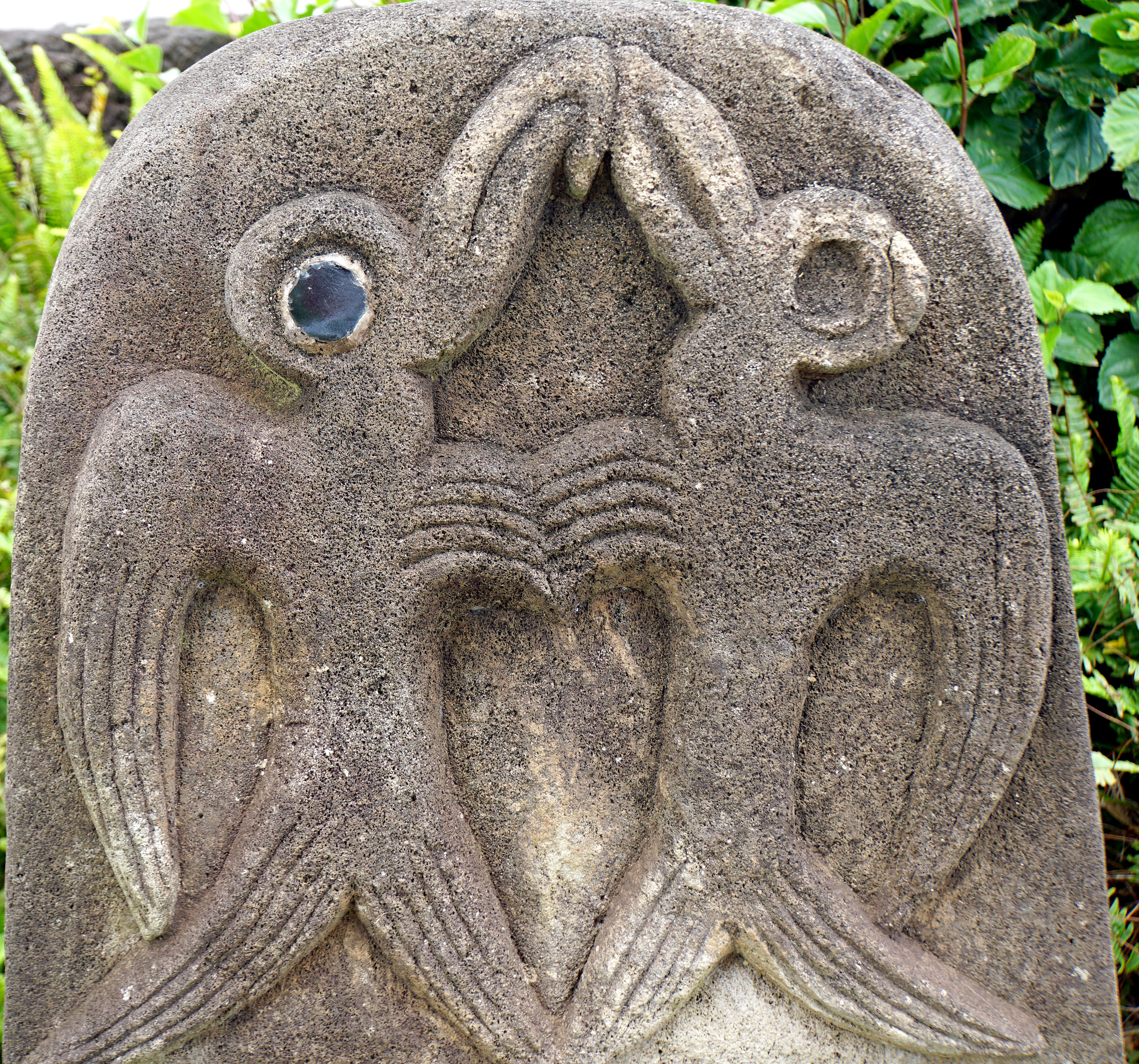
رمز "مانو بيري" يشير إلى الحب والوحدة بين شخصين. وهو شعار الإدارة الحالية "رابا نوي هاي ماهاتو"، ترجمة "رابا نوي مع الحب".

في عام 2003 اقترح بيدرو إدموندز باوا مع سكان الجزيرة بإنشاء إقليم خاص يدخل مع دولة تشيلي. وفي عام 2005 أرسل رئيس الجمهورية ريكاردو لاغوس إلى الكونغرس الوطني مشروع القانون الذي يتضمن النظام الأساسي الخاص للرابانويين وأرخبيل خوان فرنانديز (المعروفة باسم جزيرة روبنسون كروزو) في الدستور، وقد تمت الموافقة النهائية على هذا القانون في 30 يوليو 2007 كمعلم جديد في تشيلي. وفي انتظار سن ميثاق خاص فإن الجزيرة لا تزال محكومة كمقاطعة تابعة للمنطقة الخامسة في فالبارايسو.

## الجغرافيا
تعد جزيرة القيامة إحدى أكثر الجزر المأهولة عزلة في العالم. حيث أن أقرب جزيرة لها مأهولة هي جزر خوان فرنانديز، تقريبا 1,850 كم شرقا، ويسكنها ما يقرب من حوالي 900 نسمة. وأقرب نقطة قارية لها في وسط تشيلي بالقرب من كونثبثيون، 3,512 كم. وتقع على نفس خط العرض لكالديرا في تشيلي، وتقع على بعد 3,510 كم غرب تشيلي القارية عند أقرب نقطة لها (بين لوتا وليبو في إقليم بيو بيو). وتقع جزيرة سالاس واي جوميز على بعد 415 كم شرقا، وهي أقرب لكنها غير مأهولة. ينافسها في لقب أبعد جزيرة أرخبيل تريستان دا كونا في جنوب المحيط الأطلسي، على بعد 2,430 كم من جزيرة سانت هيلينا و 2,816 كم من ساحل جنوب أفريقيا.
يبلغ طول الجزيرة حوالي 24.6 كم وعرضها 12.3 كم عند أوسع نقطة لها؛ وهي مثلثة الشكل. تبلغ مساحتها 163.6 كلم²، وأقصى ارتفاع 507 متر فوق مستوى سطح البحر. فيها ثلاث بحيرات رانو (بحيرات فوهة ذات مياه عذبة) في رانو كاو، ورانو راراكو ورانو أروي، بالقرب من قمة تيريفاكا، ولكن لا يوجد فيها جداول أو أنهار دائمة.

### جيولوجيا
جزيرة القيامة جزيرة بركانية، تتكون من ثلاثة براكين منقرضة وملتئمة: تيريفاكا (بارتفاع 507 أمتار) يشكل الجزء الأكبر من الجزيرة، بينما اثنين من البراكين الأخرى بويك ورانو كاو يشكلان الرأسين الشرقي والجنوبي ويعطي الجزيرة شكلها المثلث. تشمل المخاريط الصغرى والخصائص البركانية الأخرى كل من فوهة بركان رانو راراكو، ومخروط الرماد بونا باو والعديد من الكهوف البركانية وأنابيب الحمم البركانية. كانت بويك جزيرة منفصلة حتى توحدت بسبب المواد البركانية من تيريفاكا لتكوين أكبر. تهيمن على الجزيرة تدفقات الهاواييت والبازلت الغنية بالحديد وتظهر تَجَاذُب مع الصخور النارية الموجودة في جزر غالاباغوس.
تشكل جزيرة القيامة والجزر المحيطة بها مثل جزيرة موتو نوي وموتو إتاي قمة جبل بركاني كبير يرتفع فوق 2,000 متر من قاع البحر. الجبل جزء من نتوء جبال سالاس واي جوميز (المغمورة في الغالب) وبها عشرات الجبال البحرية، التي شكلتها النقطة الساخنة لجزيرة القيامة. تبدأ السلسلة مع جبل بوكاو البحري وبجانب جبل مواي البحري جبلين بحريين غرب جزيرة القيامة، ويمتد لمسافة 2,700 كيلومتر شرقًا حتى سلسلة جبال نازكا. تشكلت السلسلة بواسطة صفيحة نازكا التي تتحرك فوق النقطة الساخنة لجزيرة القيامة.
تقع جزيرة القيامة على بعد حوالي 350 كم شرق أعراف شرق المحيط الهادئ، وتقع داخل صفيحة نازكا، على حدود صفيحة جزيرة القيامة. إن سبب حركة صفيحة نازكا والمحيط الهادئ النسبية بفعل تمدد قاع البحر، الذي يبلغ حوالي 150 ملم في السنة. وتؤدي هذه الحركة فوق النقطة الساخنة لجزيرة القيامة إلى تكون سلسلة جبال جزيرة القيامة البحرية التي تندمج في سلسلة نازكا إلى الشرق. جزيرة القيامة وجزيرة سالاس واي جوميز هي تمثيلات سطحية لتلك السلسلة. والسلسلة أصغر عمرا إلى الغرب. من المتوقع أن يكون موقع النقطة الساخنة الحالي غرب جزيرة القيامة، وسط الحقول البركانية أهو وأومو وتوبا المغمورة وجبال بوكاو وموي البحرية.
تقع جزيرة القيامة على قمة جبال رانو كاو، الذي يتكون من ثلاثة براكين درعي ولها تواريخ جيولوجية متوازية. ويقع بركاني بويك ورانو كاو على المنحدرات الشرقية والجنوبية من تيريفاكا، على التوالي. تكون بركان رانو كاو في الفترة بين 0.78 و 0.46 مليون سنة مضت من بازلت الثولييتية القلوي. يمتلك هذا البركان قمة كالديرا المحددة بوضوح. انبثقت الحمم البينمورية حول الحافة في الفترة بين 0.35 إلى 0.34 مليون سنة مضت. والأخيرة كانت بين 0.24 و 0.11 مليون سنة مضت، وقد تطور كسر جيولوجي بطول 6.5 كم على طول الاتجاه شمال شرق-جنوب غرب، وقد تشكلت فتحات هوائية أحادية وتدخلات ريوليتية. وتشمل هذه جزر القبب الخفية موتو نوي وموتو إتي، وجزيرة موتو كاو كاو، وإقتحام الصفيحة تي كاري كاري، وقبة سبج البيرلايت تي مانافاي وقبة ماونجا أوريتو.
تشكل بركان بويك من الصهارة الثولييتية إلى البازلت القلوي في الفترة من 0.78 إلى 0.41 مليون سنة مضت. انهارت قمته في كالديرا التي امتلئت لاحقا بواسطة تدفقات الحمم الحبلية المخروطية لبواكاتيكي قبل 0.36 مليون سنة مضت. أخيراً، تشكلت قباب الحمم البركانية التراكيتية لـ«ماونجا أوريتو»، و«ماونجا تيا تيا»، و«ماونجا بيري» على طول الشق الشمالي الشرقي-الجنوبي الغربي.
تشكل بركان تيريفاكا قبل حوالي قبل 0.77 مليون سنة مضت من الصهارة الثولييتية وتحولت إلى البازلت القلوي، تلاه انهيار قمته لتصبح بحيرات بركانية. ثم قبل حوالي 0.3 مليون سنة مضت، تشكلت مخاريط رماد على طول اتجاه شمال شمال شرقي-جنوب جنوب غربي على الحافة الغربية، في حين أن الحمم البورفيريتية البينمورايتية ملأن البحيرات البركانية، وتدفقت الحمم الحبلية نحو الساحل الشمالي لتشكل أنابيب حمم، وكذلك الجنوب الشرقي. تشكلت قباب الحمم وفتحات التنفيس في منطقة «ماونجا بوكا»، بينما تشكلت الصخور المدملكة على طول الفتحات الموجودة في الجزء الغربي من فوهة «رانو أروي». تتكون الأجنحة الجنوبية والجنوبية الشرقية لهذا البركان من تدفقات أصغر من البازلت، والبازلت القلوي، والهاواييت والموجيريت، والبينمورايت من الشقوق البركانية التي بدأت قبل 0.24 مليون سنة مضت. وأصغر تدفق للحمم البركانية هو «الروهيو» الذي حدث قبل 0.11 مليون سنة مضت.

## وصلات خارجية
- جزيرة القيامة على مشروع الدليل المفتوح